# Robert Servatius
Robert Servatius est un avocat allemand, né le 31 octobre 1894 à Cologne, ville où il est mort le 7 août 1983.

## Biographie
Robert Servatius a défendu notamment Fritz Sauckel et le corps des chefs politiques du parti nazi, l'une des organisations sur le banc des accusés, au procès de Nuremberg. Il a défendu également à la même époque Karl Brandt lors du procès des médecins, et Paul Pleiger (en) pendant le procès des ministères.
Il a été l'avocat d'Adolf Eichmann lors de son procès à Jérusalem.
Il n'a jamais été membre du Parti nazi ni impliqué dans les crimes du régime nazi.